# Neradin
Neradin (cyr. Нерадин) – wieś w Serbii, w Wojwodinie, w okręgu sremskim, w gminie Irig. W 2011 roku liczyła 475 mieszkańców.